# Déambulateur
Pour les articles homonymes, voir Gadot (homonymie).

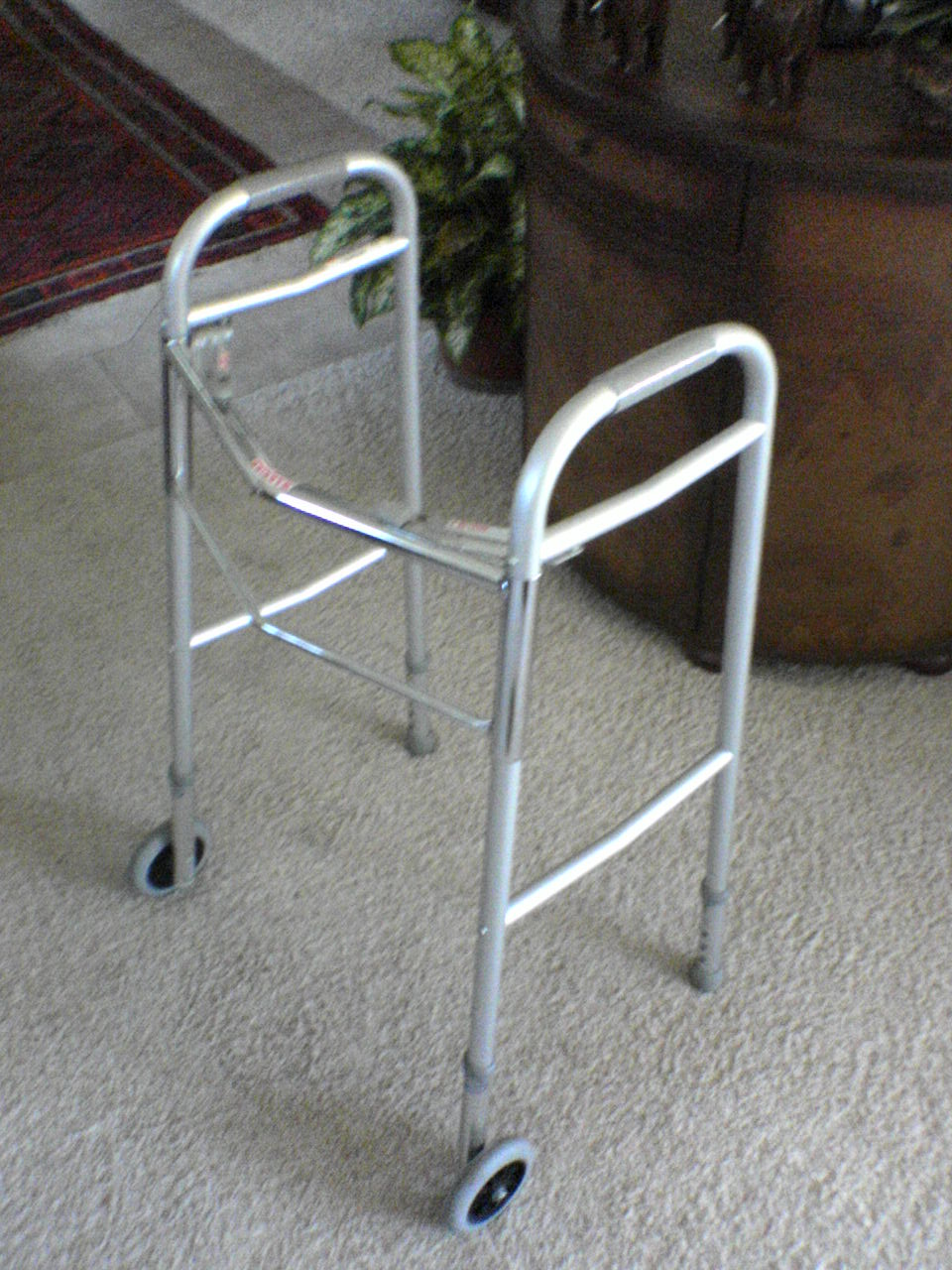
Un déambulateur à roulettes.

Un déambulateur, aussi appelé cadre de marche, gadot, tintébin en Suisse, tribune ou rollator en Belgique ou marchette au Canada, est un accessoire para-médical constitué d'une armature métallique offrant quatre points d'appui qui permet aux personnes ayant des problèmes aux jambes (blessures, maladie, âge) de se déplacer plus facilement .  